# Philip D. Magnus
Philip Douglas Magnus (* 1943 in London) ist ein britischer Chemiker (Organische Chemie).
Er studierte am Imperial College London, an dem er 1965 den Bachelor-Abschluss und drei Jahre später bei Derek H. R. Barton die Promotion erlangte. Von 1981 bis 1989 war er Distinguished Professor an der Indiana University und ab 1989 R. P. Doherty Junior Welsh Regents Professor für Chemie an der University of Texas at Austin.
In seinem wissenschaftlichen Wirken befasst er sich insbesondere mit der Totalsynthese von Naturstoffen, darunter Terpenoide, Alkaloide und Ketolide. Dies betraf beispielsweise die Synthese von Galantamin, das für die Behandlung von Alzheimer von Bedeutung ist, sowie von Codein, von Silvestrol (ein zytotoxisches Chemotherapeutikum ähnlich Taxol), von Cortistatin A (ein ursprünglich in Schwämmen gefundenes Mittel gegen Angiogenese) sowie von Platensimycin (ein Antibiotikum).
Philip Douglas Magnus erhielt 1978 die Corday-Morgan-Medaille und 1996 den Robert Robinson Award der Royal Society of Chemistry sowie 1998 den Novartis Research Award. Seit 1985 ist er Fellow der Royal Society. Von der Universität London wurde ihm 1982 ein höheres Forschungsdoktorat (D.Sc.) verliehen.